# Waldow (Adelsgeschlecht)

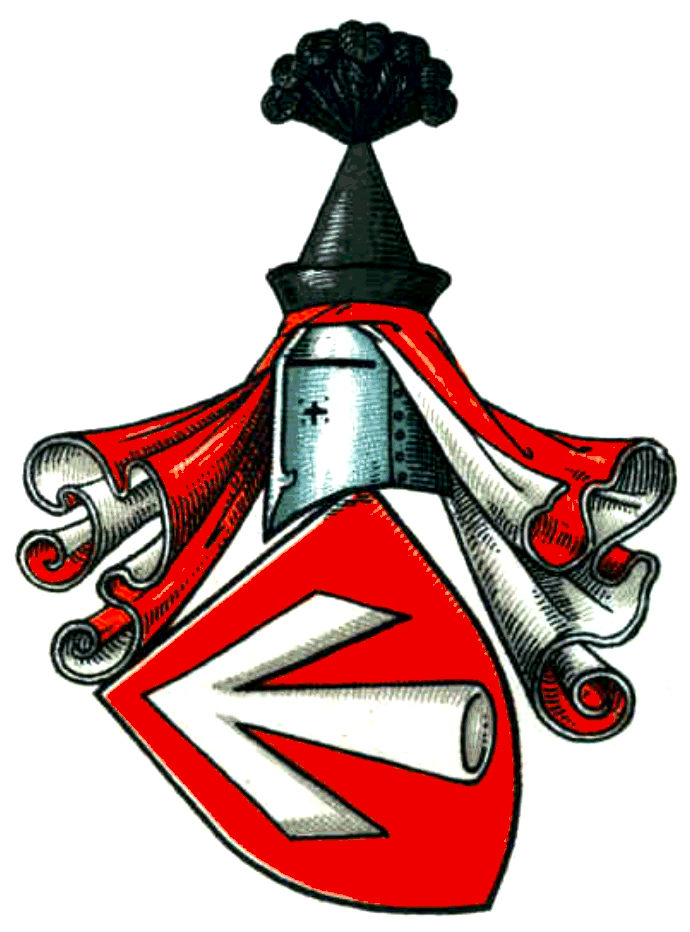
Wappen derer von Waldow

Waldow, auch Waldau, ist der Name eines alten ursprünglich bayerischen Adelsgeschlechts mit dem Stammhaus Burg Waldau. Die Familie, von der einzelne Zweige bis heute bestehen, gehörte zum Uradel im Nordgau. Mit der zeitweiligen Herrschaft der Wittelsbacher über die Mark Brandenburg im 14. Jahrhundert kam der Ritter Hentzlinus de Waldow dorthin und seine Nachfahren gelangten später weiter in die Neumark, die Markgrafschaft Meißen, nach Schlesien, und nach Pommern, wo sie zu Besitz und Ansehen kamen. Eine Linie führt seit Anfang des 19. Jahrhunderts den Namen von Waldow und Reitzenstein.

## Geschichte

### Herkunft
Nach Kneschke soll sich die Familie bereits im 10. Jahrhundert in der Lausitz ausgebreitet haben, nachdem König Heinrich I. die Sorben besiegt und unterworfen hatte. In der Oberlausitz errichteten Angehörige das Schloss Waldau unweit von Görlitz. Möglich wäre demnach auch, dass die Herren von Waldow aus Bayern, Franken und Schwaben unter den Schlesischen Herzögen Wladislaus und Boleslaus nach Schlesien gelangten und dann das Schloss nahe Görlitz errichteten.

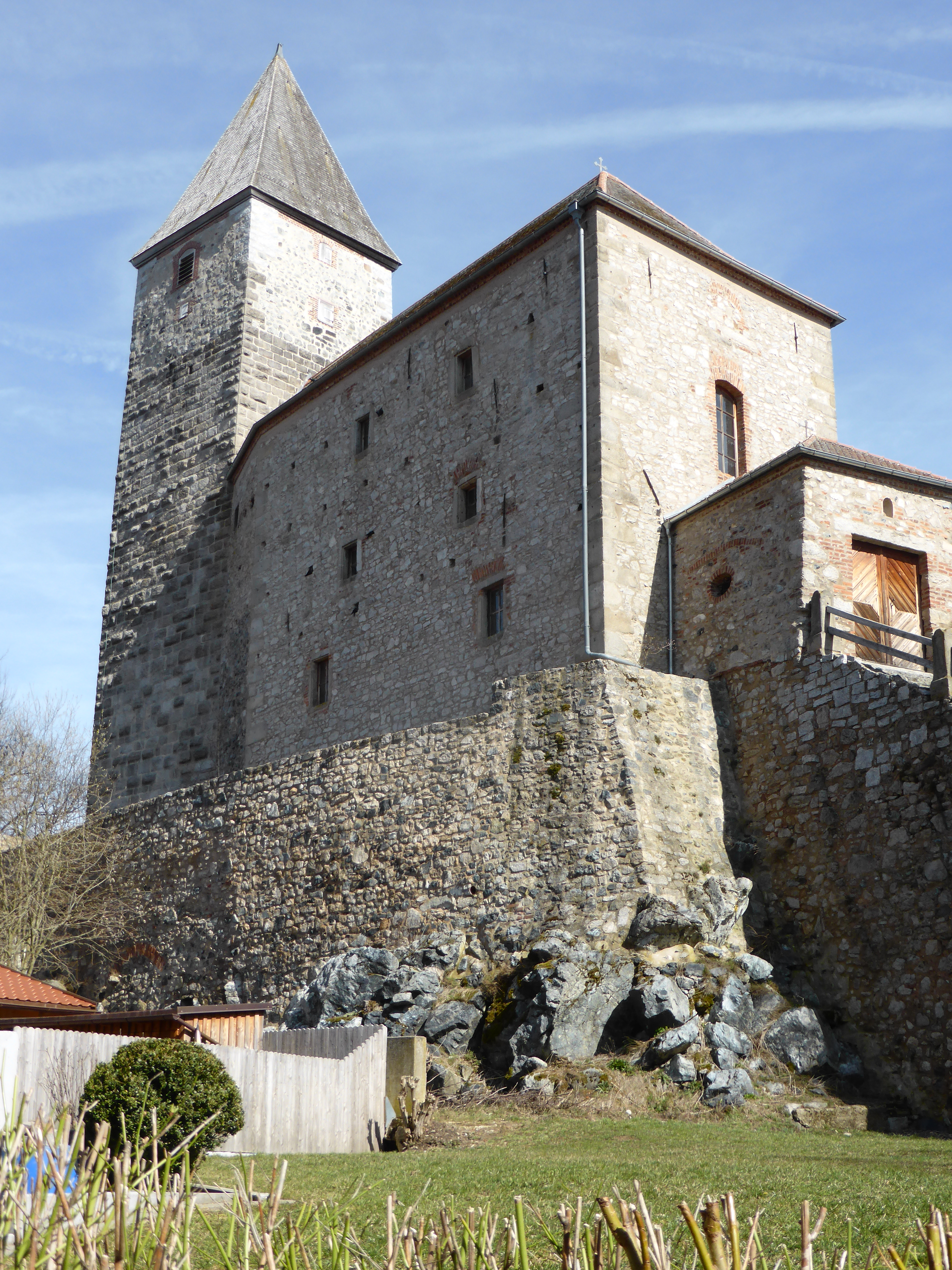
Burg Waldau

Nach dem Genealogischen Handbuch des Adels wird das Geschlecht mit dem Reichsministerialen dominus Volricus de Waldowe um das Jahr 1223 und mit Ulricus de Waldauwe am 13. Januar 1224 erstmals urkundlich erwähnt. Namengebendes Stammhaus der Familie war die 1213 erbaute Burg Waldau bei Vohenstrauß in der Oberpfalz. Die Waldower waren stammesverwandt mit dem Ministerialengeschlecht der Waldthurner.
Die Schreibweise des Namens wechselt von Waldaw, Waldav, Waldauw, Waldowe, Waldauwe, Waldo, Walde, Waldau und Waldow. In märkischen Urkunden erscheint zuerst die Namensform Waldow bzw. Waldaw.

### Ausbreitung

#### Die Familie in Bayern
Die Waldower waren zunächst Reichsministeriale, gehörten aber auch zur Dienstmannschaft der Grafen von Ortenburg-Murach. Um ihren Stammsitz errichteten sie eine allodiale Rodungsherrschaft, in der sie die Blutgerichtsbarkeit ausüben durften. Außerdem besaßen die Herren von Waldow schon früh die Vogtei über die Güter des Klosters Waldsassen in Albersrieth.
Heinrich von Waldau wurde 1315 mit dem Kirchenbann belegt, da er bei Plünderungen dem Kloster Waldsassen großen Schaden zufügte. Bereits 1295 hatte Heinrich die Kirche zu Pirk ausgeraubt und zerstört. Im Jahre 1347 errichteten Angehörige der Familie die Burg Schellenberg bei Georgenberg im Oberpfälzer Wald, die später an das fränkische Geschlecht derer von Guttenberg verpfändet wurde.
1352 teilten die Brüder ihre Besitzungen: Ulrich erhielt Waldthurn, Konrad bekam Schellenberg und Heinrich blieb in Waldau. Ulrich von Waldau auf Waldthurn († 1363) trug die Herrschaft Waldthurn dem Königreich Böhmen als Lehen auf, was den Bestrebungen von Kaiser Karl IV. bei der Errichtung von Neuböhmen entgegenkam. 1359 wird in einem Einigungsvertrag zwischen Ulrich von Waldau mit den Landgrafen von Leuchtenberg die Öffnung der beiden Burgen zu Waldthurn und Schellenberg für Karl IV. bestätigt. Als nächster folgt ihm sein Sohn Doberhoss († 1396). Dieser war als Vizedom zu Sulzbach und als „Ehrwürdiger“ eines religiösen Ordens sehr erfolgreich. 1376 belehnte Kaiser Karl IV. den Doberhoss mit einem großen Handlehensbestand, der sich über die ganze Oberpfalz verteilte. Nachdem Doberhoss als Ordenslaienbruder kinderlos war, folgte ihm sein Vetter Tobias († 1419), Sohn des Heinrich von Waldau, in Waldthurn. 1394 belehnte Kurfürst Ruprecht III. Tobias und Heinrich die Waldauer mit der Veste Waldau und dem dortigen Halsgericht. Tobias von Waldau auf Waldthurn war ein gefürchteter und gewalttätiger Ritter, so zerstörte er in  Miesbrunn 1417 19 Höfe. Er war Hofmeister des Landgrafen von Leuchtenberg und erwarb von diesem Schönsee und Reichenstein. Nach seinem Tod folgte ihm sein minorenner Sohn Ulrich von Waldau und Waldthurn († vor 1491). Da er noch minderjährig war, führte Wilhelm Zenger von Steinberg, der Bruder seiner Mutter, die Geschäfte. In seiner Zeit folgten die Hussiteneinfälle, von denen auch Waldthurn betroffen war. Ulrich war 1448 – 1461 Pfleger von Floß und leistete auch Kriegsdienst in Dänemark. 1454 erbte er über seine Mutter von den Zengern die Hofmarkt Haggn, die bis 1542 im Besitz der Waldauer blieb. Ulrich hinterließ drei Söhne, Hans, Georg und Sebastian. Die Ritter Georg und Sebastian von Waldow gehörten dem 1489 in Cham gegründeten Löwlerbund an, der sich gegen den bayerischen Herzog Albrecht IV. auflehnte. Sebastian verstarb 1491 und sein Sohn Gilg (Egidius) von Waldau auf Waldthurn († 1507) verblieb als einziger Nachfolger. In seine Zeit fällt der Landshuter Erbfolgekrieg, er gehört zu den Unterzeichnern des Kölner Friedensspruchs; er ist vermutlich in Folge der Pest verstorben und wurden auf dem Fahrenberg begraben. Der nächste zu Waldthurn war Hans Tobias von Waldau auf Waldthurn und Waldau († 1538). Er war hoch verschuldet und seine Besitzungen mussten großteils verkauft werden. Obwohl Waldthurn ein böhmisches Lehen war, unterwarf sich Hans Tobias der Pfalz-Neuburg als Landsasse, zugleich erbat er einen Lehensbrief vom böhmischen König. Dies führte zu erbitterten Streitigkeiten zwischen der Kurpfalz und Böhmen um die Landeshoheit, die erst 1656 mit dem Kauf der Herrschaft durch Fürst Wenzel Eusebius von Lobkowicz ein Ende nahmen. Nach dem Tod des Hans Tobias folgte ihm sein Bruder Georg bzw. Jörg († 1545) nach. Er war körperlich und geistig krank, und so wurde die Herrschaft am 19. April 1540 an Willibald von Wirsberg verkauft. Auch Georg wurde auf dem Fahrenberg begraben, und sein zerbrochener Schild wurde ihm in das Grab nachgeworfen. Bis Mitte des 16. Jahrhunderts waren die Waldauer reichbegüterte Besitzer in der Gegend. Mit Jörg von Waldau endete dieser Familienzweig.
Wegen der Nähe des Stammsitzes zum Fränkischen Reichskreis und weil die Familie zum Teil dort ansässig war, wurde das Geschlecht im Mittelalter sowohl zur bayerischen als auch zur fränkischen Ritterschaft gezählt. In Bayern waren zeitweise auch Waldthurn und Pleystein im Besitz bzw. Teilbesitz der Familie. Die Linien in Bayern und Franken sind 1540 (1545) mit dem Tod von Georg Dominus de Waldauw zu Waldau, Pleystein und Waldthurn im Mannesstamm erloschen. Er hinterließ vier Töchter. Die Herrschaft ging als Erbe an die Herren von Wirsberg.

#### Im Dienst des Deutschen Ordens
Zahlreiche Angehörige aus den verschiedenen Zweigen der Familie standen als Söldner im Dienst des Deutschen Ordens, so unter anderem der Ritter Hans von Waldau auf Königsbrück und ab 1405 auf Mückenberg (heute Ortsteil von Lauchhammer). Er gehörte der schon im 15. Jahrhundert erloschenen meißnischen Linie an. Ebenfalls aus dieser Linie kam Hannos von Waldaw, der 1409 als Söldner im Dienst des Ordens erscheint. 1410 kam er noch rechtzeitig von Meißen nach Preußen, um an der Schlacht bei Tannenberg (15. Juli) teilnehmen zu können. Hannos wurde während der Kämpfe zusammen mit seinen Gesellen, 14 Spießen und zwei Schützen gefangen genommen.
Heinz von Waldau (Heyncze von Waldaw) kam aus Meißen und gehörte zur Rotte des Jon von Köckritz. Er war auch Schlachtteilnehmer von Tannenberg und wurde später auf der Marienburg belagert. Am 7. Oktober 1410 erhielt er seinen letzten Sold und für drei Wochen Wegzehrung für die Rückreise. Sein Vater, der meißnische Lehnsmann Heinrich von Waldow, führte zusammen mit Christofil von Maltitz eine Fehde gegen die Städte Kamenz und Bautzen.
Heinrich von Waldow (Heynrich Waldaw), aus der schlesischen Linie, war während der Schlacht bei Tannenberg Geselle des Herrn Polke von Kittlitz und gehörte zur Rotte des Nickel von Kottwitz. Am 20. Juli 1410 erhielt er stellvertretend für Herrn Polke den Sold für neun Spieße und zwei Schützen. Sein Bruder Lüthke von Waldow begann seinen Dienst für den Deutschen Ritterorden am 18. Juni 1410 und beendete ihn am 8. Oktober des gleichen Jahres. Er hatte zwei Spieße und einen Schützen in der Rotte des Hans von Stewitz. Lüthke ist wahrscheinlich identisch mit dem 1423 erscheinenden Leucke von Walde, der als Zeuge in einer zu Glogau ausgestellten Urkunde von Herzog Heinrich von Glogau und als Leutke von Walde in einer zu Züllichau ausgestellten Urkunde ebenfalls als Zeuge von Herzog Heinrich erscheint.

#### Die Waldower in der Mark Brandenburg
Mitte des 14. Jahrhunderts wurden die Waldower in Brandenburg sesshaft. Als erster Angehöriger der Familie wird der Ritter Hentzlinus de Waldow (auch Henfchelino oder Henslyn) am 5. August 1351 in der Markgrafschaft Brandenburg urkundlich erwähnt. Bereits 1344 erscheint er zu Rothenstadt bei Neustadt an der Waldnaab und 1350 als Mitglied des bayerisch-brandenburgischen Heeres. Am 4. Juli 1352 wird er zu Spandau als Marschall von Markgraf Ludwig dem Römer aus dem Haus Wittelsbach in einer Urkunde genannt. In dem Dokument gewährt Markgraf Ludwig zusammen mit seinem Bruder Otto der Stadt Luckow Zollfreiheit nebst den Wassermühlen und allen Mühlen in der Stadt. Mit Hentzlinus beginnt die ununterbrochene Stammreihe des Geschlechts. Nach Kneschke war er auch der Stifter der neumärkischen, pommerschen und mecklenburgischen Linien und wurde später mit der Stadt und der Burg Kunigswalde (Königswalde) in der Neumark von Markgraf Ludwig belehnt.

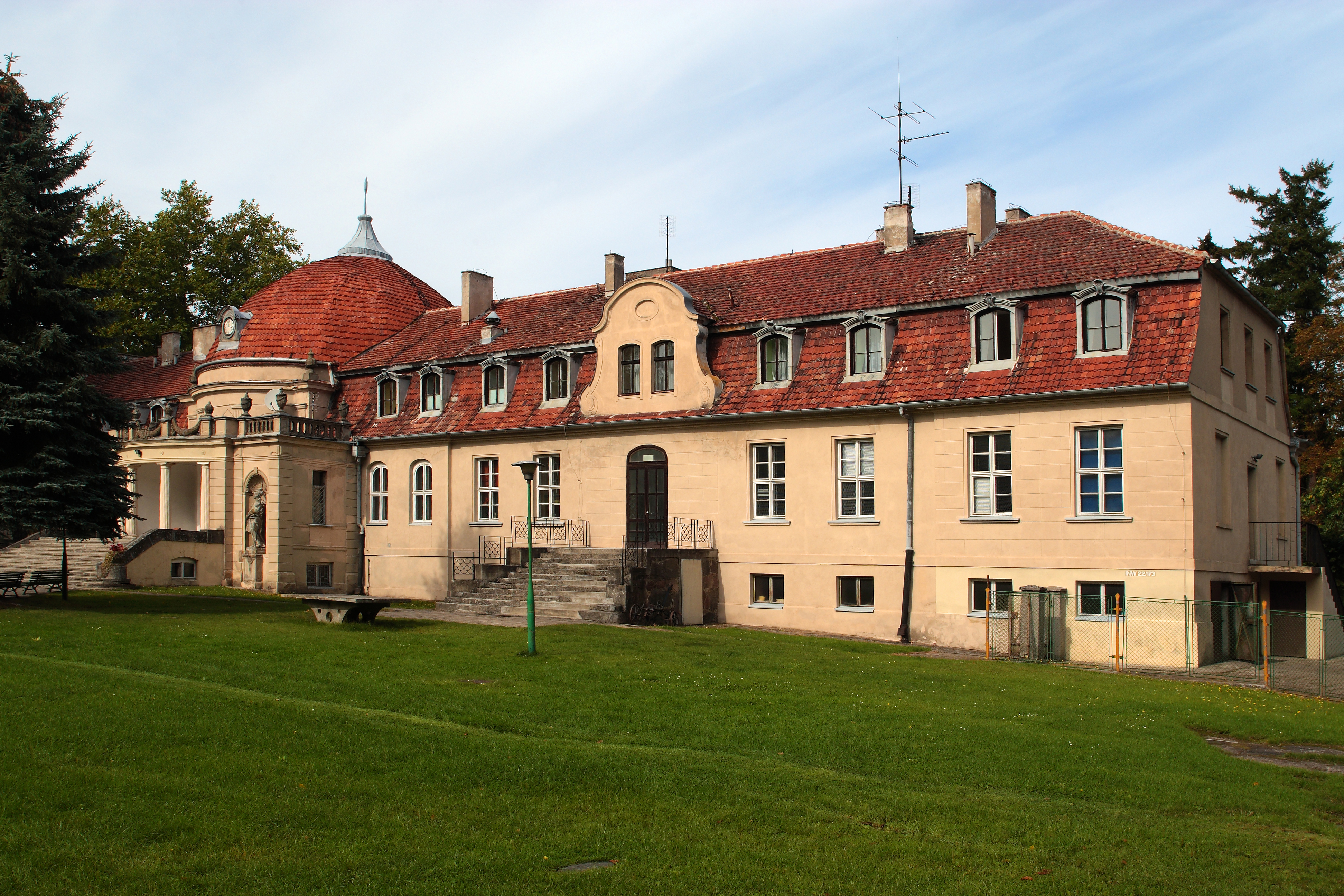
Schloss Gleissen (2011)

Mitte des 15. Jahrhunderts erscheinen die Herren von Waldow aus der neumärkisch-pommerschen Linie als Besitzer der Stadt und Burg Königswalde, der Schlösser Költschen und Gleissen, sowie der Güter und Dörfer Neuköltschen (das spätere Hammer), Osterwalde, Herzogswalde, Arendsdorf, Rauden, Mittenwalde (später Neudorf), Neuwalde und Stubbenhagen. In Pommern waren die Stadt und Burg Bernstein (auch Bärnstein) und die Güter Gottberg und Habusch im Besitz derer von Waldow.
Hans und Caspar von Waldow besaßen Niederschönhausen und Blankenfelde bei Berlin und pfandweise von den Brandenburger Kurfürsten auch die Städte Liebenwalde und Wriezen. Mitte des 15. Jahrhunderts war Hans von Waldow Besitzer der Stadt Königswalde. Im Jahre 1444 überließ Kurfürst Friedrich II. von Brandenburg selbigen Hans von Waldow die Herrschaft Peitz in der Niederlausitz. Da Peitz Reichsherrschaft war, erwarb Hans dadurch den freiherrlichen Titel, der aber von ihm und seinen Nachkommen nicht geführt wurde.
Der ausgedehnte Grundbesitz wechselte im Laufe der Zeit mehrfach, doch blieben auch alte Güter lange in der Hand der Familie. Noch während des 16. Jahrhunderts erlosch die Lausitzer Zweiglinie. Die früher sehr stark verzweigte schlesische Linie kam nur mit dem Ast zu Schwanowitz im Briegischen in die neuere Zeit. Diese Linie erlosch 1841, mit dem Tod von Carl Bernhard von Waldow.
Im Jahr 1692 verpfändeten die Vormünder des Ernst Friedrich von Buch das Gut Dannenwalde an den mecklenburgischen Kammerrat Adolf Friedrich von Waldow, der 1707 damit belehnt wurde. Das Gut blieb bis zur Enteignung 1945 im Eigentum der Familie; einer der letzten Eigentümer war der preußische Politiker Wilhelm von Waldow.
Mitte des 19. Jahrhunderts waren die Waldower zu Hammer, Königswalde, Osterwalde und Stubbenhagen im ehemaligen Landkreis Sternberg, zu Fürstenau und Wiesenwerder im Landkreis Arnswalde, zu Mehrenthin und Wolgast im Landkreis Friedeberg in der Neumark, zu Kleinlatzkow im Landkreis Soldin und zu Steinhöfel, Sadelberg und Nöblin im Landkreis Saatzig sowie zu Niederröhrsdorf und Geyersdorf im Landkreis Fraustadt besitzlich.
Ein Familienverband derer von Waldow wurde 1875 gegründet. Es werden alle zwei Jahre Familientage abgehalten. Des Weiteren bestand seit 1885 eine Dannenwalder Stiftung für die Waldowsche Familie.

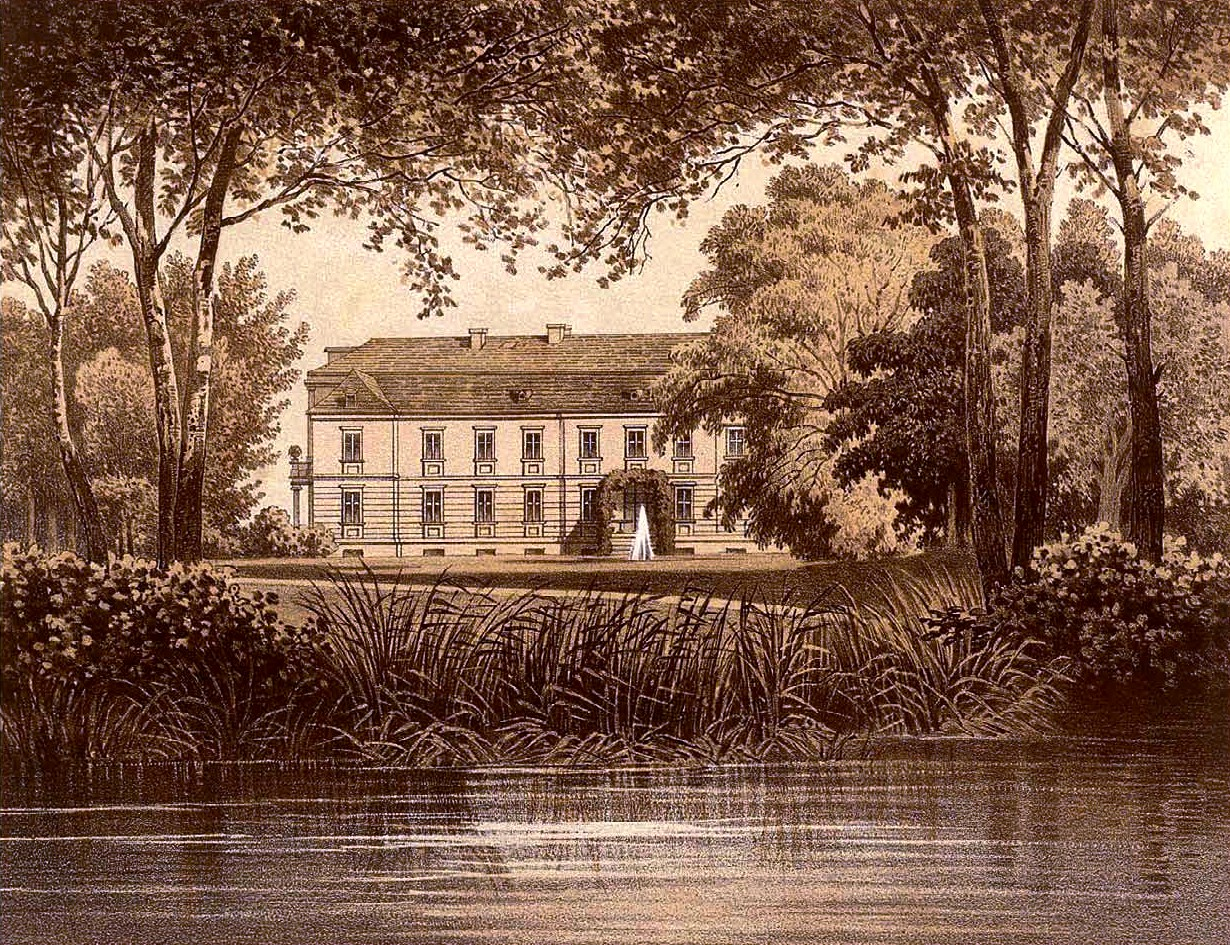
Schloss Königswalde, Neumark (um 1860)
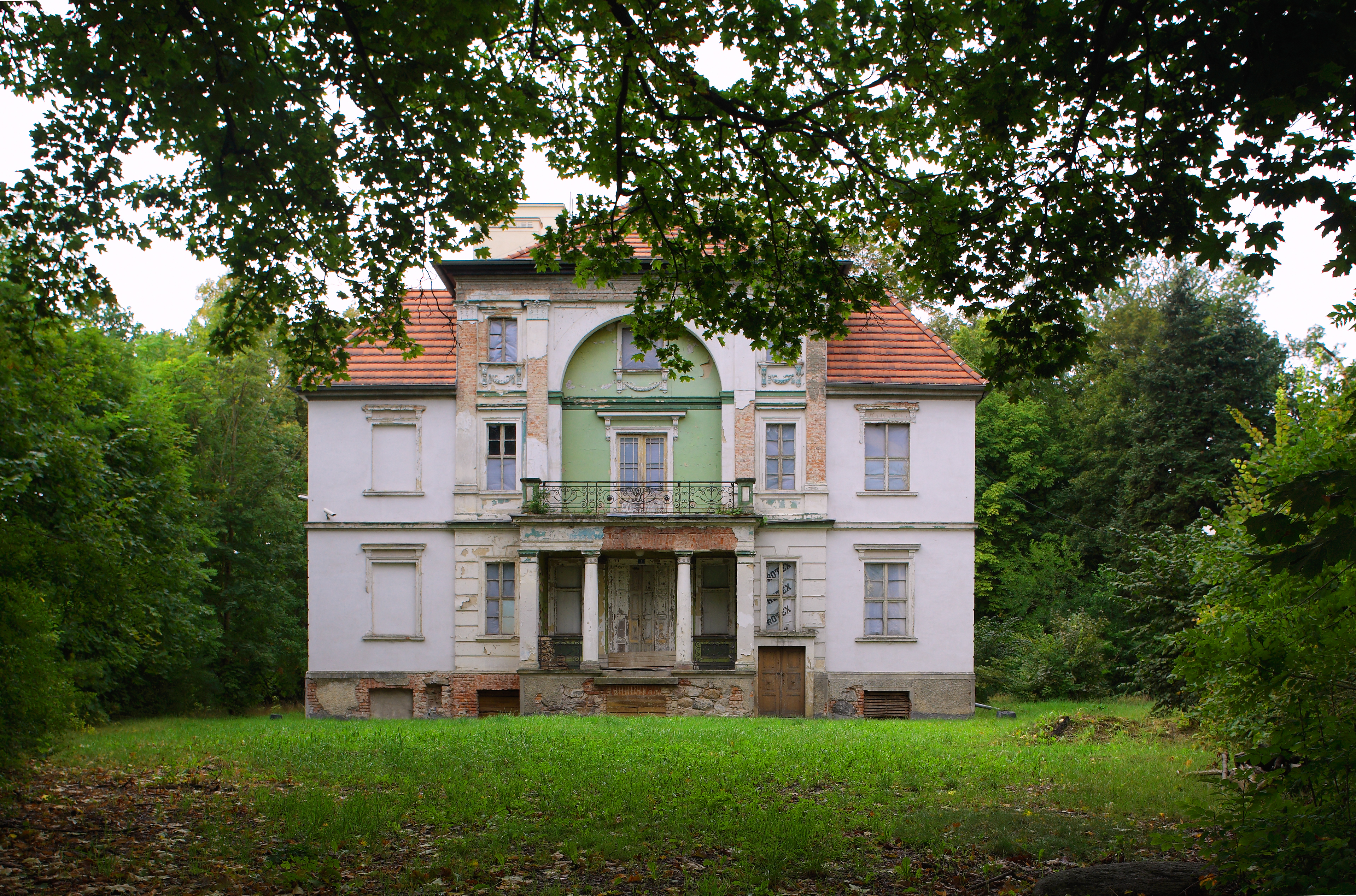
Altes Schloss Königswalde (1793)
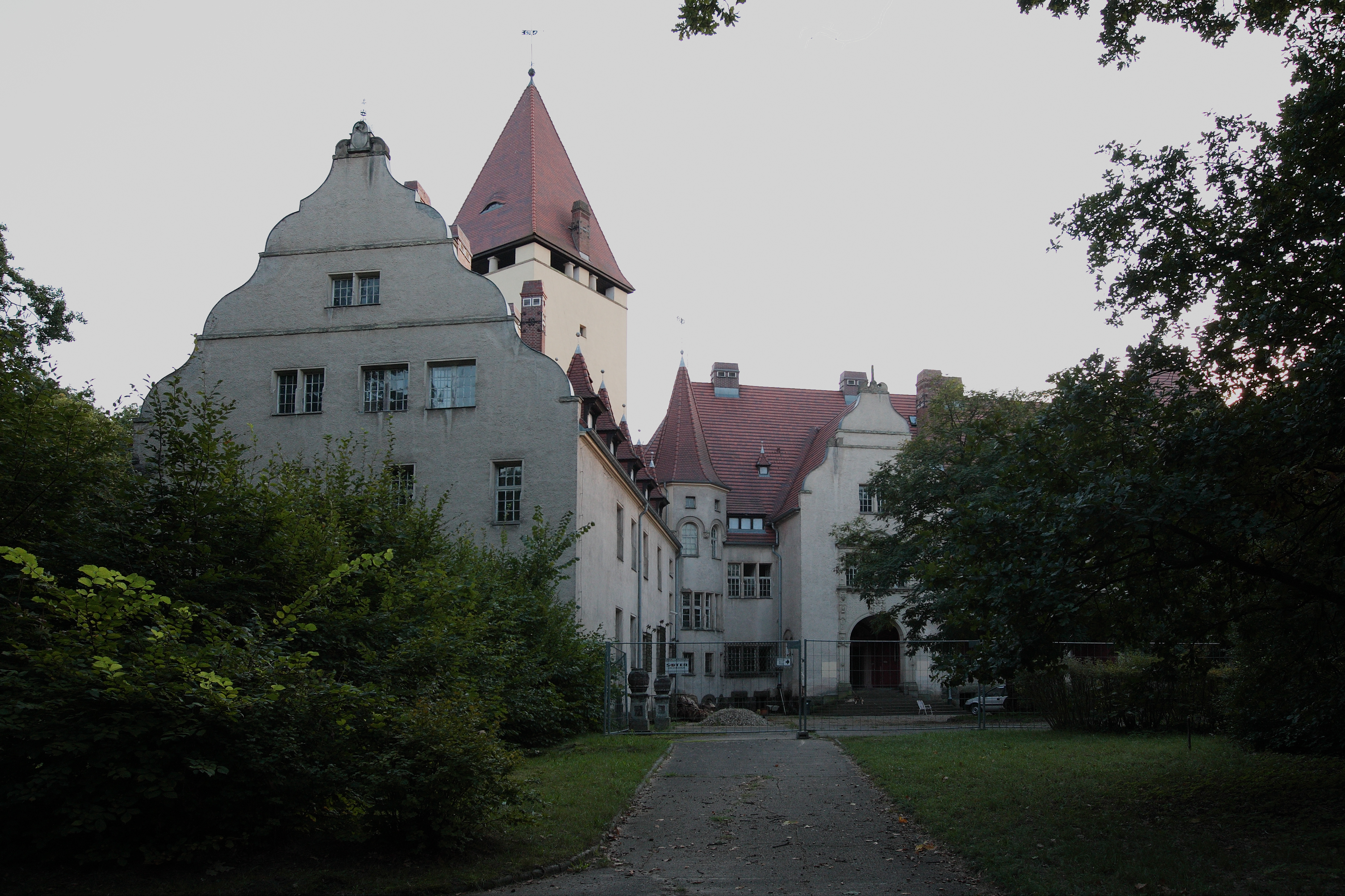
Neues Schloss Königswalde (1909)
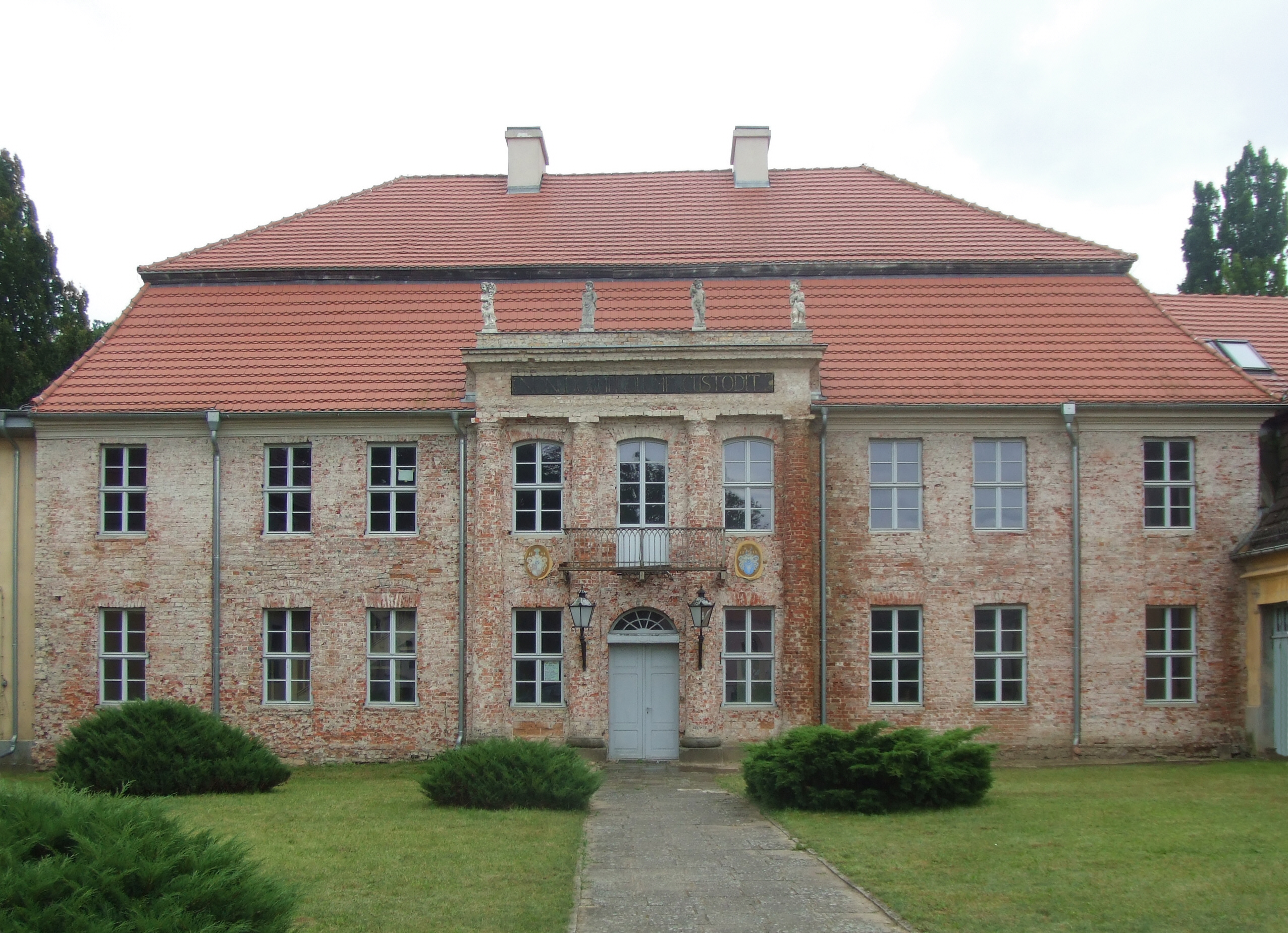
Herrenhaus Dannenwalde
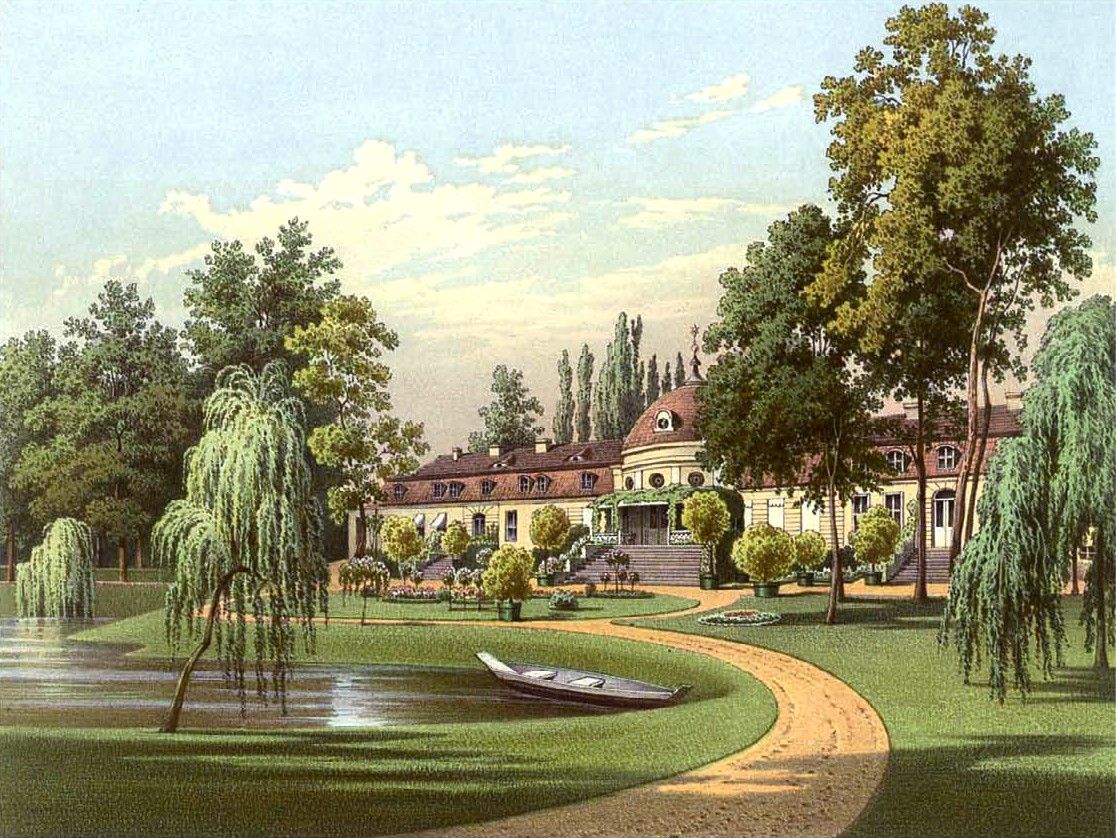
Schloss Gleissen (um 1860)
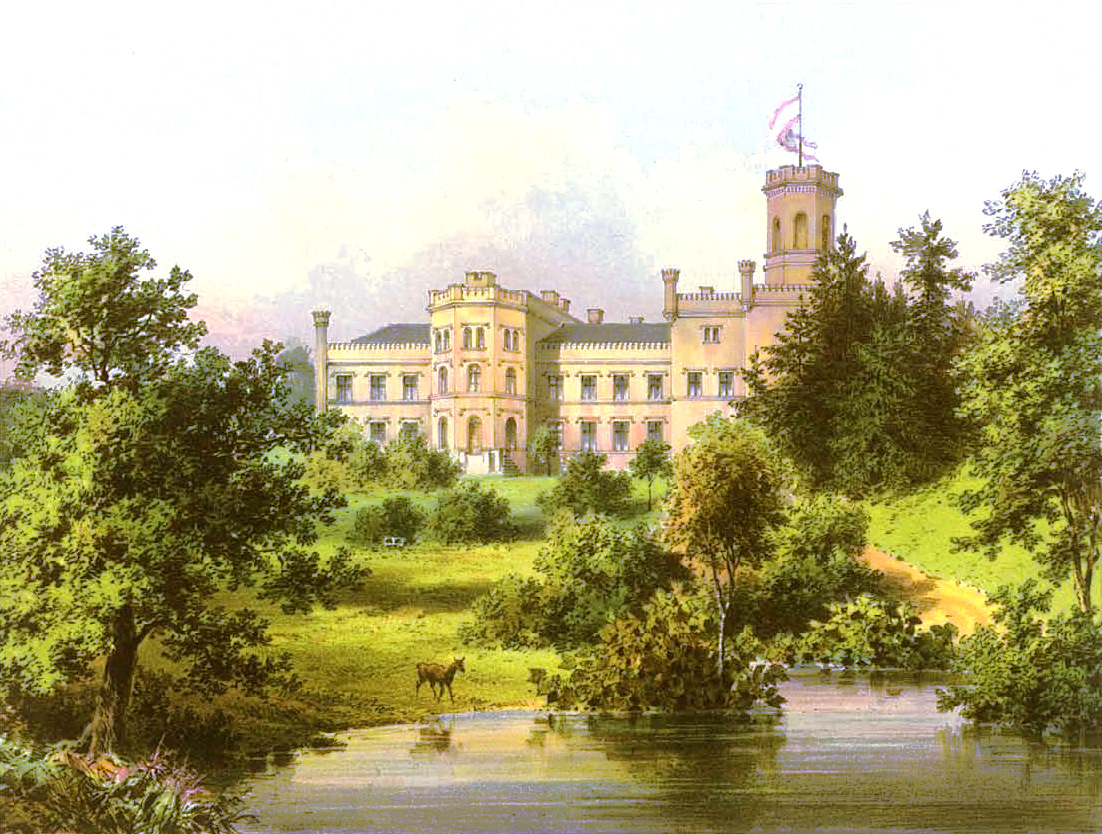
Rittergut Mehrenthin (um 1860)

### Persönlichkeiten
Das Geschlecht hat bedeutende Persönlichkeiten hervorgebracht, die sowohl in geistlichen aber auch in einflussreichen Staats-, Hof- und Militärämtern zu höchsten Würden gelangten.
Johann V. von Waldow, auch der Ältere genannt, nahm am Konzil von Konstanz teil. Von 1415 bis 1420 war er Bischof von Brandenburg und ab 1421 bis zu seinem Tod 1423 Bischof von Lebus. Johann VI. von Waldow († 1424), genannt der Jüngere, war zunächst Propst von Berlin und Rat von Kurfürst Friedrich I. Von 1423 bis 1424 war er ebenfalls Bischof von Lebus. Beide Bischöfe waren Brüder und stammen aus Königswalde in der Neumark. Sie wurden im Dom zu Fürstenwalde bestattet. Adolph Friedrich von Waldow auf Königswalde und Dannenwalde (1725–1801) wurde Domherr zu Cammin und 1797 Kommendator der Johanniterkommende Gorgast.
Komture und Ritter des Johanniterordens waren unter anderen Bastian von Waldow (1608–1682) auf Königswalde und Gleissen. Er wurde 1635 zum Ritter geschlagen und war Komtur zu Lietzen. Adolph Friedrich von Waldow (1659–1717) auf Königswalde, Gleissen, Dannenwalde und Patzern war Komtur zu Werben. Baltzer Friedrich von Waldow (* 1665) auf Neudorf und Gleissen war Komtur zu Lagow. Er starb 1714 als Oberstleutnant. Adolph Friedrich von Waldow (1698–1754) auf Königswalde, Gleissen und Dannenwalde wurde Komtur zu Werben und Geheimrat. Ferdinand Heinrich Thomas von Waldow (* 1765) auf Dannenwalde, Patzern und Kalitz starb 1830 als Ritter des Johanniterordens, Major und Landmarschall.
Aus der Familie stammen viele Generäle der königlich preußischen Armee. Zu ihnen gehörte Arnold Christoph von Waldow Erbherr auf Hammer und Költschen (* 1672), der 1743 als Generalleutnant und Ritter des Schwarzen Adlerordens verstarb. Friedrich Sigismund von Waldow (1682–1742) war Erbherr auf Mehrenthin und Wolgast. Er erhielt 1724 ein Kürassierregiment und wurde 1737 zum Generalmajor befördert. Sigismund Rudolf von Waldow (1673–1735), Erbherr auf Gottberge und Haselbusch, wurde Generalmajor und Chef des Regiments Waldau zu Fuß und Karl Wilhelm von Waldow (31. Dezember 1770–16. März 1836), der zunächst Kommandeur des 6. Ulanenregiments und Ritter des Eisernen Kreuzes I. Klasse war, wurde 1835 zum Generalmajor ernannt. Er ist auf dem Melaten-Friedhof, Köln, beerdigt.
Bedeutende Angehörige der Familie aus jüngerer Zeit waren Eduard von Waldow und Reitzenstein (1796–1873), der 1854 zum Mitglied des Preußischen Herrenhauses auf Lebenszeit ernannt wurde und von 1867 bis 1871 als Abgeordneter dem Reichstag des Norddeutschen Bundes angehörte. Dessen Sohn Karl von Waldow und Reitzenstein (1818–1888), Kammerherr des Deutschen Kaisers und Rittergutsbesitzer, war von 1863 bis 1873 Mitglied des Preußischen Abgeordnetenhauses und seit 1873 Mitglied des Herrenhauses. Von 1871 bis zu seinem Tode war er auch Mitglied des Deutschen Reichstags. Wilhelm von Waldow (1856–1937) übernahm 1903 das Amt des Oberpräsidenten der Provinz Posen. 1917 wurde er zum Staatsminister und Staatssekretär des Kriegsernährungsamtes ernannt.
Eine Eintragung in das königlich sächsische Adelsbuch erhielt Max von Waldow aus dem Haus Fürstenau, preußischer Oberstleutnant a. D. in Dresden, am 8. Juni 1905 unter der Nummer 217.
Im Einschreibebuch des Klosters Dobbertin befinden sich 13 Eintragungen von Töchtern der Familie von Waldow und von Reitzenstein von 1817 bis 1897 aus Dannenwalde, Friedenow und Steinhöfel zur Aufnahme in das adelige Damenstift im Kloster Dobbertin.

### Von Waldow und Reitzenstein
Der aus dem Haus Königswalde stammende Eduard von Waldow, Enkel und Adoptivsohn des königlich preußischen Majors von Reitzenstein auf Reitzenstein-Hammer-Költschen, erhielt am 20. Juni 1814 zu London eine preußische Namens- und Wappenvereinigung mit denen von Reitzenstein als von Waldow und Reitzenstein.

### Von Oertzen von Waldow
Friedrich von Waldow-Friedenau (* 1941), Ehrenkommendator des Johanniterordens, wurde 1966 von Henning von Oertzen (1889–1978) adoptiert, der bis 1945 Besitzer der mecklenburgischen Rittergüter Rothen und Groß Flotow war. Letzteres wurde nach 1990 von den Adoptiv-Erben zurückerworben.

## Wappen

### Stammwappen
Das Stammwappen zeigt in Rot schrägrechts ein silbernes Pfeileisen. Auf dem Helm mit rot-silbernen Helmdecken ein mit sieben silbernen Straußenfedern besteckter schwarzer Turnierhut.
Das Wappen erscheint bereits 1359 auf einem Siegel, in der Mark Brandenburg 1402.

### Wappen von Waldow und Reitzenstein
Das gemehrte Wappen derer von Waldow und Reitzenstein ist gespalten. Rechts das Stammwappen, links in Rot ein silberner Schrägrechtsbalken (Wappen derer von Reitzenstein). Das Wappen hat zwei Helme mit rot-silbernen Helmdecken, rechts der Stammhelm, auf dem linken ein offener, rechts mit einem silbernen Schräglinksbalken, links mit einem silbernen Schrägrechtsbalken belegter roter Flug.

## Namensgeber
Der Gutsherr von Groß Latzkow im Kreis Pyritz, ein Hauptmann von Waldow, gab 1779 dem bei Groß Latzkow angelegten Vorwerk nach seiner Familie den Namen „Waldowsaue“.

## Bekannte Familienmitglieder
- Achatz von Waldow (1852–1904), preußischer Offizier, Rittergutsbesitzer und Mitglied im Preußischen Abgeordnetenhaus, Ritterschaftsrat für das Kur- und Neumärkisches Ritterschaftliches Kreditinstitut
- Adolf von Waldow (1854–1928), preußischer Generalleutnant
- Alexander von Waldow (1923–2023), Architekt und Ehrenvorsitzender der DSU
- Arnold Christoph von Waldow (1672–1743), Erbherr auf Hammer und Költschen, Generalleutnant, Gouverneur von Breslau und Ritter des Schwarzen Adlerordens
- Bernhard von Waldow (1856–1914), Politiker, Mitglied[16] des Preußischen Abgeordnetenhauses
- Eduard von Waldow und Reitzenstein (1796–1873), preußischer Rittergutsbesitzer und Politiker
- Friedrich von Waldow (1854–1917), preußischer Generalmajor
- Friedrich Siegmund von Waldow (1682–1743), preußischer Generalmajor
- Johann von Waldow († 1423), Bischof von Brandenburg und Bischof von Lebus
- Johann von Waldow († 1424), Bischof von Lebus
- Karl von Waldow (Versicherungsmanager) (1828–1896), deutscher Versicherungsmanager
- Karl von Waldow und Reitzenstein (Politiker, 1818) (1818–1888), deutscher Rittergutsbesitzer und Politiker, MdR
- Karl von Waldow und Reitzenstein (Politiker, 1858) (1858–1945), deutscher Rittergutsbesitzer und Politiker, MdR
- Karl Wilhelm von Waldow (1777–1836), preußischer Generalmajor
- Rudolf von Waldow (1824–1891), preußischer Generalleutnant
- Sigismund Rudolf von Waldow (1672–1735), preußischer Generalmajor
- Ulrich von Waldow (1863–1936), deutscher Verwaltungsbeamter und Landrat
- Ulrich von Waldow (1881–1948), Generalleutnant
- Wilhelm von Waldow (1856–1937), preußischer Politiker

## Weitere Literatur
- Franz Bergler: Waldthurn: Herrschaft, Markt und Pfarrei; im Dienste der Heimat. Spintler, Weiden 2014. Hinweis. DNB 114532813X